# Miguel Brito
Miguel Brito (* 13. Juni 1901 in Bolivien; † unbekannt) war ein bolivianischer Fußballspieler, der auf der Position eines Mittelfeldspielers spielte. Er stand im Kader der bolivianischen Nationalmannschaft bei der Fußball-Weltmeisterschaft 1930 in Uruguay.

## Karriere

### Verein
Brito spielte auf Vereinsebene für Oruro Royal, einen der ältesten Fußballvereine Boliviens. Details zu seiner Vereinskarriere sind jedoch nur spärlich dokumentiert.

### Nationalmannschaft
Im Jahr 1930 wurde Brito in den Kader der bolivianischen Fußballnationalmannschaft für die erste Fußball-Weltmeisterschaft berufen, absolvierte jedoch kein Spiel.